# بارني كيسيل
بارني كيسيل (بالإنجليزية: Barney Kessel)‏ هو عازف جاز وعازف قيثارة أمريكي، ولد في 17 أكتوبر 1923 في موسكوجي في الولايات المتحدة، وتوفي في 6 مايو 2004 في سان دييغو في الولايات المتحدة.

## وصلات خارجية
- بارني كيسيل على موقع IMDb (الإنجليزية)
- بارني كيسيل على موقع ميوزك برينز (الإنجليزية)
- بارني كيسيل على موقع إن إن دي بي (الإنجليزية)
- بارني كيسيل على موقع أول ميوزيك (الإنجليزية)
- بارني كيسيل على موقع ديسكوغز (الإنجليزية)
- بارني كيسيل على موقع قاعدة بيانات الفيلم (الإنجليزية)